# Alexander Schuke Potsdam Orgelbau
Alexander Schuke Potsdam Orgelbau – niemiecka spółka z ograniczoną odpowiedzialnością (niem. GmbH) będąca pracownią budowy organów w Poczdamie.

## Historia
Firma została założona w 1820 roku w Poczdamie przez organomistrza Gottlieba Heise. W 1848 roku objął ją Carl Ludwig Gesell, a po nim w 1868 roku jego syn – Carl Edward Ludwig, który zmarł bezpotomnie w 1894 roku. Firmę kupił Aleksander Schuke (ur. 14 sierpnia 1870 w Stepenitz, zm. 16 listopada 1933 w Poczdamie) i doprowadził do tego, że stała się jedną z najbardziej znanych pracowni budowy organów. Po jego śmierci firmą zajęło się jego dwóch synów, Karl Ludwig i Hans Joachim.
W 1950 roku bracia podjęli decyzję o utworzeniu filii firmy w Berlinie Zachodnim. Jednak ówczesna sytuacja polityczna sprawiła, że relacje finansowe i gospodarcze miały drugorzędne znaczenie i w 1953 roku doszło do podziału firmy. Hans Joachim Schuke prowadził przedsiębiorstwo w Poczdamie, a Karl Schuke spółkę o nazwie Karl Schuke Berliner Orgelbauwerkstatt w Berlinie. W 1972 roku nastąpiło upaństwowienie spółki znajdującej się w Niemczech Wschodnich z jednoczesną zmianą jej nazwy na VEB Potsdamer Schuke Orgelbau.
Matthias Schuke, syn Hansa Joachima, w 1990 roku w obliczu gospodarczej i politycznej zmiany zreprywatyzował firmę. Obecnie jest jej właścicielem i dyrektorem zarządzającym.
W 2004 roku firma przeniosła się do nowego budynku w Werder (Havel).

## Wyroby
Wyroby, na podstawie Katalogu wszystkich produktów firmy od 1820 roku:
| Rok  | Numer   | Miejsce    | Budynek                    | Zdjęcie | Manuały | Registry | Uwagi                                                               |
| ---- | ------- | ---------- | -------------------------- | ------- | ------- | -------- | ------------------------------------------------------------------- |
| 1936 | op. 153 | Poczdam    | Kościół św. Piotra i Pawła |         | III/P   | 41       |                                                                     |
| 1964 | op. 351 | Poczdam    | Kościół Odkupiciela        |         | III/P   | 36       |                                                                     |
| 1968 | op. 390 | Greifswald | Kościół św. Jakuba         |         | II/P    | 30       |                                                                     |
| 1985 | op. 538 | Stralsund  | Kościół św. Mikołaja       |         | II/P    | 22       |                                                                     |
| 1992 | op. 583 | Erfurt     | Katedra                    |         | III/P   | 63       |                                                                     |
| 2008 | op. 618 | Królewiec  | Katedra                    |         | IV/P    | 90       | Główne organy (w 2006 wykonano do tego kościoła instrument chórowy) |
| 2008 | op. 619 | Magdeburg  | Katedra                    |         | IV/P    | 93       |                                                                     |